# Cell to Singularity
Cell to Singularity è un videogioco incrementale sviluppato da Computer Lunch in cui i giocatori mano a mano che guadagnano valute fanno crescere un albero dell'evoluzione.

## Modalità di gioco
Il gioco inizia con la Terra di miliardi di anni fa. I giocatori devono cliccare per guadagnare Entropia, grazie alla quale si sblocca un albero dell'evoluzione in cui sono presenti immagini con descrizioni e modellini in 3D. Partendo dalla nascita della Terra primordiale si sbloccano, man mano che si guadagna entropia, molte forme di vita (cellula, verme piatto, medusa, squali, rettili, uccelli, mammiferi) fino ad arrivare agli esseri umani. A questo punto si sbloccano una nuova valuta (le Idee) e un nuovo ramo dell'albero sulla storia dell'umanità, con tutte le invenzioni dall'età della pietra fino alla colonizzazione di Marte. Le scoperte più importanti (i generatori, che producono entropia/idee) vengono visualizzati in 3D in delle specie di giardini, cosa che avviene anche nelle espansioni.

### Espansioni
- Valle mesozoica: in questo albero pubblicato a dicembre 2019 sono presenti i dinosauri, ognuno dei quali ha due tratti che rappresentano gli introiti in Fossili (la valuta nell'espansione) e la velocità con la quale li producono. Il gameplay qui si basa su continui riavvii della simulazione che permettono di sbloccare nuovi dinosauri e nuovi tratti. Sono presenti tre tipi di geoidi, in pietra, oro e diamante, che regalano carte e Mutageno, l'altra valuta che serve per acquistare e aggiornare le carte.[6]
- Oltre: un albero a parte sull'Universo, uscito il 6 novembre 2021. Sono presenti tutti i pianeti del sistema solare, alcune lune, alcune comete, le due fasce di asteroidi, i pianeti nani, la nube di Oort e Proxima Centauri, per poi passare agli oggetti della Via Lattea, ovvero le stelle di Barnard, Tau Ceti, Sirio, Polaris, Rigel e Arturo. A questi corpi se aggiungono altri ottenibili (e aggiornabili) tramite le missioni di astronomia, da Phobos, satellite di Marte, a Caronte, di Plutone, passando per l'elioguaina per l'Eliosfera e gli esopianeti. Le valute di questo albero sono materia oscura e polvere di stelle, rispettivamente necessarie per aggiornare le carte e migliorare i pianeti per farli salire di rango. Il gameplay è simile a quello della Valle mesozoica, con la differenza che le carte ottenute non vengono perse ad ogni upgrade di livello. Inoltre, sono presenti due serie, ognuna con diversi tipi di carte e una diversa serie di stelle: nella prima sono presenti nane rosse, nane gialle e stelle blu, mentre nell'altra esistono nane bianche, stelle di neutroni e buchi neri. Infine, è possibile ottenere pezzi di costellazione, che una volta completate danno dei bonus.[7]

### Hub di esplorazione
Gli hub di esplorazione sono eventi a tempo limitato in cui i giocatori possono esplorare argomenti specifici che non sono presenti negli alberi. Ogni evento fa guadagnare tre distintivi accumulabili, che rendono più produttivo l'albero principale, e i logit, una valuta che permette di acquistare decorazioni e generatori nei tre alberi (Principale, Valle mesozoica e Oltre). Questi eventi ritornano periodicamente per dare ai giocatori più possibilità di successo. Una volta completato un evento per la prima volta, si attiverà la modalità Sfida, divisa in livelli per ogni volta che la si avvia: l'evento ricomincerà daccapo, con maggiori produzione e costi, mantenendo però i distintivi accumulati. Inoltre, si otterrà Scienza, ovvero punti utili per salire di posizione nell'evento; ogni giocatore è infatti posto in una divisione all'inizio dell'evento, alla fine del quale otterrà ricompense in Logit, Mutageno, Materia Oscura e persino Geoidi e Stelle a seconda della posizione finale. Di seguito l'elenco degli hub, aggiornato al 16 dicembre 2024:
- (Di)spiega l'universo: esplora il telescopio spaziale James Webb e la sua costruzione.
- Funghi tra di noi: esplora il mondo dei funghi.
- Le grandi domande: esplora la filosofia e le sue domande.
- La vita dopo l'apocalisse: esplora le cinque estinzioni di massa e la ripresa della vita dopo di esse, più due estinzioni future.
- Il prezzo della fiducia: esplora il denaro e la sua storia.
- Una storia d'amore di coevoluzione: esplora l'impollinazione.
- In agguato nel buio: esplora la vita negli abissi.
- Un percorso di serenità: esplora la storia del tè e il suo impatto culturale.
- Buone vibrazioni: esplora il mondo della musica.
- L'anatomia della vita: esplora il corpo umano.
- Il potere delle immagini: esplora la storia delle forme visive di arte.
- Viaggio felino: esplora il mondo dei gatti.
- Incastonato nella pietra: esplora i minerali.
- Minaccia di infezione: esplora le malattie come il vaiolo, la peste antonina, la Peste Nera, la febbre gialla, l'Ebola e il Coronavirus.
- Macchine mentali: esplora l'intelligenza artificiale.
- Splendida complessità: esplora il mondo della matematica.
- Delizie casearie: esplora il formaggio.
- Affronta le tue paure: esplora i mostri mitici, ed offre un solo distintivo.

## Accoglienza
Katherine Franklin di BigBossBattle ha definito il gioco "un encomiabile approfondimento in una divertente rappresentazione dell'evoluzione dentro (e fuori) dalla Terra". Le prime recensioni hanno elogiato l'atmosfera del gioco, con una di BlueMoonGames che ha affermato: "La presentazione visiva fa sembrare il gioco come un tutorial educativo animato interattivo attraverso i periodi [storici] descritti". Michael Zegar di GamePressure ha paragonato favorevolmente il gioco a Spore, Cookie Clicker e Plague Inc..
Anche l'espansione Oltre, uscita a novembre 2021, ha ricevuto recensioni positive. Catherine Ng Dellosa di Pocket Gamer lo ha definito "... un rinfrescante cambio di passo rispetto ai numerosi titoli mobile oggi disponibili sul mercato".
Sebbene la maggior parte dell'accoglienza del gioco sia stata positiva, è stato criticato da alcuni per la sua grafica semplice a basso numero di poligoni, la mancanza di opzioni narrative ramificate e il programma di aggiornamento lento. Molte recensioni negative del gioco derivano dall'uso di meccaniche incrementali come il clic.